# Джонс, Александр (артист балета)
Александр Джонс (англ. Alexander Jones), родился 28 ноября 1985 года, в городе Рочфорд, Эссекс, Восточная Англия, Великобритания) — английский артист балета.

## Биография
Александр Джонс родился в городе Рочфорд (графство Эссекс, входящее в состав региона Восточная Англия). В 2005 году окончил лондонскую Королевскую балетную школу.
С 2005 года артист Штутгарского балета. В апреле 2011 года стал премьером Штутгарского балета. Принимал участие в гастролях Штутгарского балета в России, Италии, Великобритании, Японии, Корее и других странах.
С сезона 2015/ 2016 года солист балета Ballett Zurich

## Избранные партии в балетах
- Болеро (Морис Бежар)
- Brouillards (Джон Кранко)
- Кармен (Джон Кранко): Тореадор
- Dances at a Gathering (Джером Роббинс): Role in Blue, Role in Purple
- Das Fräulein von S. (Кристиан Шпук): Olivier Brusson, Cardillac’s assistant and Madelon’s lover
- Дон Кихот (Александр Горский, в редакции Максимилиано Гуэрра): Базиль
- Dummy Run (Дуглас Ли)
- Forgotten Land (Иржи Килиан): Couple in Grey
- Frank Bridge Variations (Ханс ван Манен)
- Fratres (Джон Ноймаер)
- Gaîté parisienne (Морис Бежар): Friend, Pas de deux «The Lovers»
- «Жизель» (Жан Коралли, Жюль Перро, Мариус Петипа, в редакции Рида Андерсона и Валентины Савиной) Граф Альберт
- «Гамлет» (Kevin O’Day): Гамлет
- Инициалы Р. Б. М. Э. (Джон Кранко)
- Jeu de cartes (Джон Кранко)
- «Тщетная предосторожность » (Фредерик Аштон): Колен
- «Сильфида» (Август Бурнонвиль, в редакции Питера Шауфуса): Джеймс, Гюрн
- Le Sacre du Printemps (Glen Tetley)
- Монна Лиза (Ицик Галили)
- Моя жизнь (Стефан Тосс)
- Онегин (Джон Кранко): Онегин
- Опус I (Джон Кранко): male lead
- Орфей и Эвридика (Кристиан Шпук)
- «Отелло» (Джон Ноймаер): Кассио
- Poème de l’extase (Джон Кранко): Vision
- RED in 3. (Jorma Elo)
- «Ромео и Джульетта» (Джон Кранко): Ромео, Граф Парис
- Siebte Sinfonie (Уве Штольц): male lead
- Slice to Sharp (Jorma Elo)
- «Лебединое озеро» (Джон Кранко)
- Четыре темперамента (Джордж Баланчин): Phlegmatic
- The Lady and the fool (Джон Кранко): Moondog, Officer
- «Дама с камелиями» (Джон Ноймаер): Арман Дюваль
- «Спящая красавица» (Мариус Петипа, в редакции Марсии Хайде): Принц Дезире, Голубая птица
- The Song of the Earth (Кеннет Макмилан): the Man
- «Укрощение строптивой » (Джон Кранко): Петруччио
- The Vertiginous Thrill of Exactitude (William Forsythe)

## Награды
- 2004 год — Международный конкурс артистов балета имени Аделины Жене (Афины) — Genée International Ballet Competition (золотая медаль);
- 2005 год — лауреат премии Дамы Нине́тт де Валуа́.